# Livendula balista
Espèce
Livendula balista est une espèce d'insectes lépidoptères (papillons) appartenant à la famille des Riodinidae et au genre Livendula.

## Taxonomie
Livendula balista a été décrit par William Chapman Hewitson en 1863 sous le nom de Lemonias balista

### Sous-espèces
- Livendula balista balista
- Livendula balista augustalis (Brévignon, 1993) ; présent en Guyane[1].

## Écologie et distribution
Livendula Livendula balista  est présent en Guyane et au Brésil.

### Biotope
Il réside en Amazonie.